# Gare de Hambourg-Sternschanze
La gare de Hambourg-Sternschanze (en allemand : Bahnhof Hamburg Sternschanze) est à la fois une station de la ligne U3 du métro de Hambourg et une gare des lignes S2 et S3 de la S-Bahn de Hambourg.

## Situation sur le réseau

Plan de la ligne U3
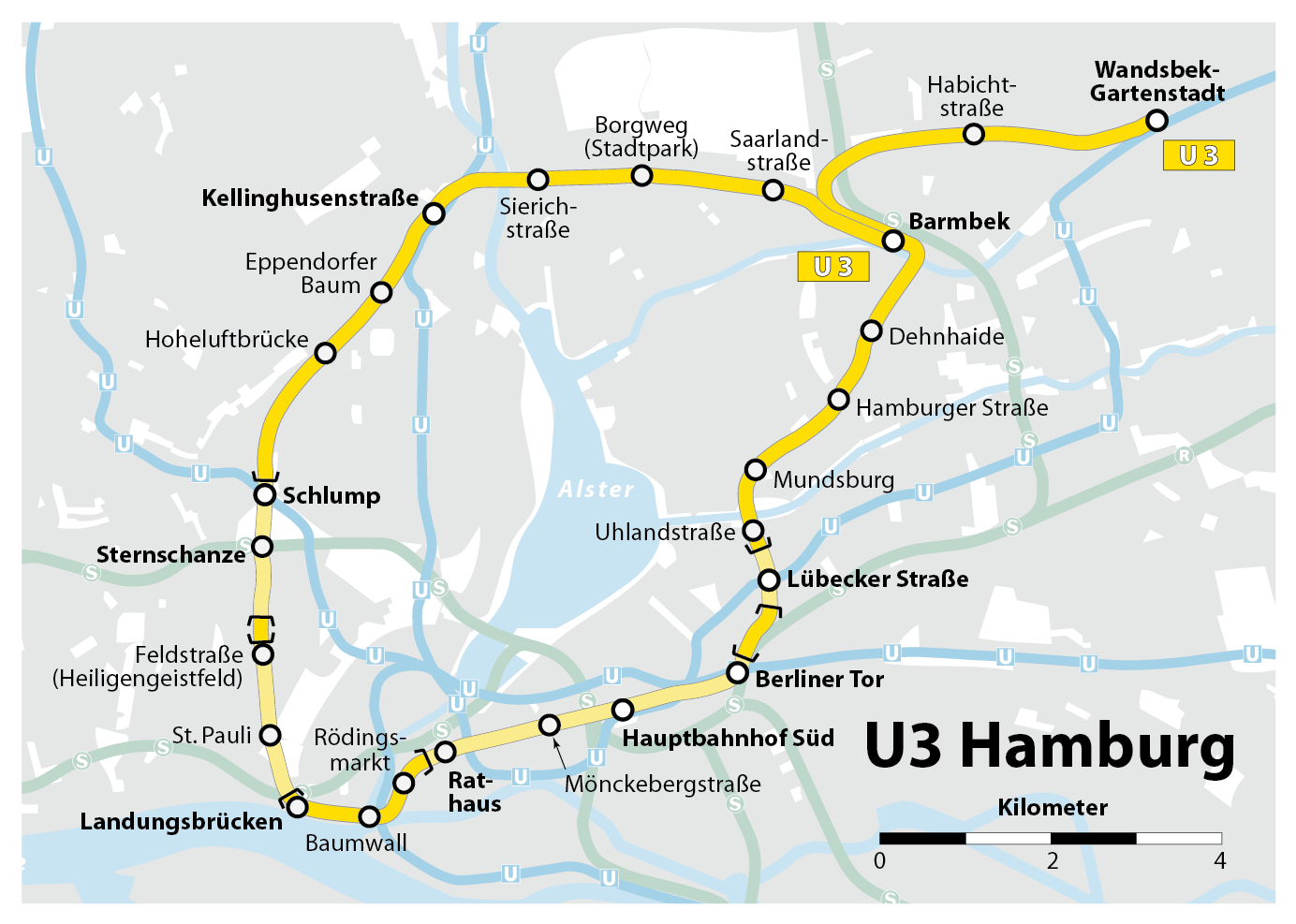